# 华明路街道
华明路街道，是中华人民共和国河北省唐山市遵化市下辖的一个乡镇级行政单位。

## 行政区划
华明路街道下辖以下地区：
华富社区、建昌社区、华新社区、南关社区、民主社区、自由社区、河东一社区、河东二社区、东环社区、解放社区、建功南社区、建功北社区、建安社区和华西路社区。